# ベトロニクス

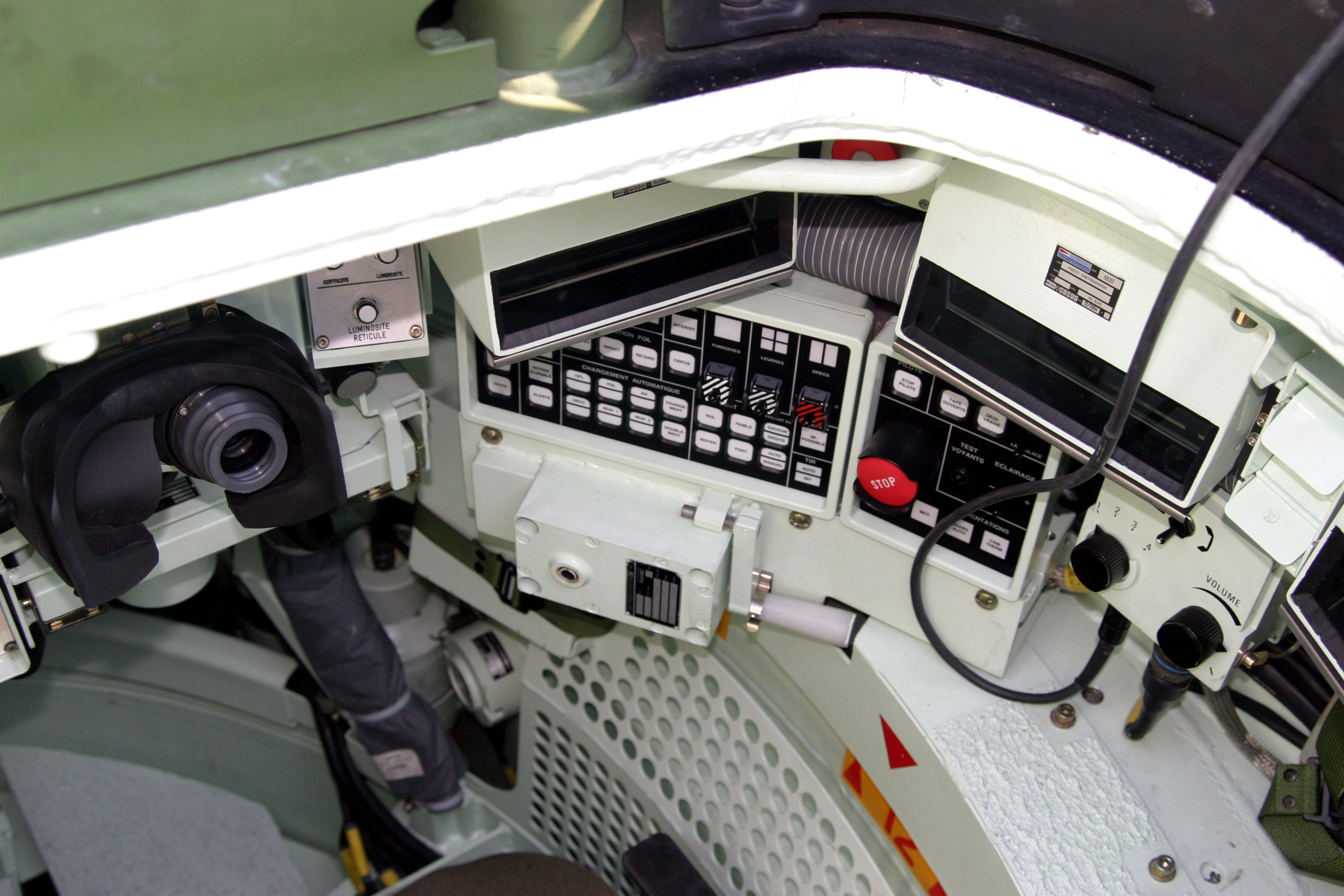
ルクレール主力戦車の砲手席。FCSの操作パネルなどが配置されている。

ベトロニクス（Vetronics, ヴェトロニクス）とは、装甲戦闘車両などの軍用車両に搭載する電子機器のことを指す言葉として、車両（Vehicle, ビークル、ヴィークル）と電子機器（Electronics, エレクトロニクス）から合成された用語で、航空電子工学を指すアビオニクス（Avionics, エイヴィオニクス）に倣って用いられるようになった。現在では車両電子工学全般を指す。
ベトロニクスには、通信機器、操縦装置、姿勢制御装置、航法システム（GPS等）、戦術データ・リンク、射撃統制システム (FCS)、 外部監視装置（潜望鏡・ナイトビジョン）などがあるが、戦闘とは直接関係ない電子機器もベトロニクスに含める場合がある。こうした機器の多くは組み込み型コンピュータを内蔵している。

## 歴史

### 通信
複信の無線電話機自体は第二次世界大戦以前から軍用車両に実装されており、今日に至るまで戦場における連携確保のために広く使われている。初期のシステムは真空管を使っておりサイズと重量が大きかったため、操縦室の制御盤以外は邪魔にならないところに置かれた。第二次世界大戦終結後まもなくVHF周波数の標準化がなされ、その後真空管利用システムはトランジスタラジオシステムに取って代わられた。
1960年代以降においては、相互運用性の向上などの最適化が進められることとなった。例えばアメリカ陸軍においては、1990年代初頭より、相互運用性を重視したシステムアーキテクチャとしてSINCGARSを導入した。また90年代後半には、データ通信に対応するために改良型データ・モデム（IDM）が導入された。さらに2000年代に入ってからは、他軍種のアーキテクチャとも相互運用性を確保するとともにソフトウェア無線化された統合戦術無線システム（JTRS）が開発されている。これらの通信システムは、C4Iシステムの物理層を構成することにより、各車両に対し、ネットワーク中心の戦い（NCW）への参画を可能とする。

### 航法
現在でも多くの車両がそうであるように、搭乗員が地図を参照して現在位置を把握する等の方法が今でも主流ではあるが、グローバル・ポジショニング・システム（GPS）の出現により、現在位置の把握が容易になり目的地への精確かつ迅速な到達が可能になったり、位置データを共有することによる戦域状況の把握の容易化が図られるようになった。

### 補助システムと診断システム
軍用車両はその性質上、戦域への展開時間は長期にわたることが多く、行動中の故障等の障害は搭乗員による自己修復が基本である。また作戦中は後方基地まで下がってハンガー（格納庫）で時間を掛けて整備を行うのは現実的ではなく、戦線後方の補給集積地等における野外整備が基本となる。このような作戦行動中の限られた時間での速やかに修復を実現するために行動中に可能な限り故障場所を特定しておく必要がある。このため診断システムが制御下にある各種システムをテストし、不具合発生時に故障箇所を表示することにより、行動間の速やかな修復、または次の補給時の速やかな故障箇所の交換を実現するものである。一見理想的なシステムのように思えるが、実際にはこうした自己診断システムの診断が出たところで細部の故障までは行動中には対処できないことも多く、結局「この装置が何らかの整備を必要としていることは確かだ」といった程度の使い方しかされていない場合もある。